# Trattato di San Giuliano
Il trattato di San Giuliano, dal nome della località savoiarda omonima, fu firmato il 21 luglio 1603 tra il duca Carlo Emanuele I di Savoia e la città di Ginevra, chiudendo un conflitto apertosi nel 1588 con la conquista sabauda del Marchesato di Saluzzo, contrastata da Francia, Berna e ginevrini, e continuato con varie vicende tra cui la sconfitta sabauda nella battaglia dell'Escalade e altri fatti d'arme. Stabilì la pace tra Ginevra e Savoia con la restituzione reciproca dei territori occupati.

## Effetti del trattato
Il trattato garantiva ai ginevrini la libertà di commercio, la restituzione delle terre occupate dai Savoia, il riconoscimento del protestantesimo, il divieto di erigere fortezze a meno di 4 leghe da Ginevra, l'indipendenza politica di Ginevra, il diritto di viaggiare ai due lati della frontiera e la libertà di circolazione in tutti gli stati della Savoia sia per le persone che per le merci. La città di Saint-Genix-sur-Guiers fu restituita alla Savoia.

## Firmatari del trattato

### Per la Savoia
- Charles de Rochette, primo presidente del Senato di Savoia
- Claude Pobel, ciambellano del duca

### Per Ginevra
- Dominique Chabrey
- Michel Roset
- Jacques Lect
- Jean de Normandie (1544-1616)

I negoziati furono intrapresi sotto la mediazione dei cantoni svizzeri di Basilea, Sciaffusa, Soletta, Glarona e Appenzell.